# Creative Artists Agency
Creative Artists Agency LLC o CAA (del inglés: Agencia de Artistas Creativos) es una agencia estadounidense de talentos y deportes con sede en Los Ángeles, California. Es considerada una empresa influyente en el negocio de las agencias de talento y gestiona numerosos clientes. En marzo de 2016, CAA tuvo 1.800 empleados.

## Historia
La Agencia de Artistas Creativos (CAA) fue formada por cinco agentes de la Agencia William Morris en 1975. En una cena, Michael Ovitz, Michael S. Rosenfeld, Ronald Meyer, Rowland Perkins, y William Haber decidió crear su agencia propia. Los agentes estuvieron despedidos por William Morris antes de que podrían obtener financiación. CAA se incorporó en Delaware y tenía una línea de crédito de $ 35.000 y un préstamo bancario de $ 21.000 y alquiló una pequeña oficina de Century City. En una semana, vendieron un programa de juegos llamado Rhyme and Reason, Rich Little Show y The Jackson Five. Uno de los primeros planes era formar una agencia de servicio completo de tamaño mediano, compartir las ganancias por igual y prescindir de placas de identificación en las puertas o títulos formales o listas de clientes individuales, con pautas como "ser un jugador de equipo" y "devolver las llamadas telefónicas con prontitud".
CAA utilizó a sus clientes escritores para atraer actores a la agencia. Ovitz y CAA fueron los primeros en empaquetar películas como programas de televisión. Representando a numerosos actores de la lista A y con alrededor de $ 90 millones en reservas anuales a fines de la década de 1970, Ovitz llevó a la agencia a expandirse en el negocio del cine. A mediados de la década de 1990, CAA tenía 550 empleados, alrededor de 1.400 de los mejores talentos de Hollywood y 150 millones de dólares en ingresos. En la década de 1990, CAA era propiedad principalmente de varios agentes clave, incluidos Ovitz, Meyer y Haber.
Ovitz era bueno para "empaquetar talento para proyectos de películas y televisión" y negociar grandes acuerdos entre conglomerados japoneses, como Sony y Matsushita, con estudios de Hollywood, como Columbia / TriStar y MCA. Ovitz Expandió la agencia a publicitario y telecomunicaciones. En 1992, Coca-Cola Company colocó a CAA a cargo de gran parte de su campaña de marketing, para trabajar junto con la agencia de publicidad McCann Erickson. En 1995, CAA estuvo descrito como la mayoría de agencia potente de la industria.
En 1995, Ron Meyer fue nombrado director de MCA y Ovitz se fue a Disney. Después de que Ovitz y Meyer se fueron, el agente de talentos Jay Moloney se hizo cargo de la compañía, pero luchó con una adicción a las drogas y dejó la agencia poco después. Después de Ovitz, la agencia pasó a manos de Richard Lovett, quien fue nombrado presidente, junto con Kevin Huvane, Rob Light, Bryan Lourd, Rick Nicita y David O'Connor como socios directores.
En 1996, varios agentes de la CAA se pasaron a la agencia rival William Morris Endeavour, llevándose consigo destacados directores y actores. Los socios fundaron la Fundación CAA en 1996 para crear un cambio social positivo al fomentar el voluntariado, las asociaciones y las donaciones. En 2012, trabajó con Insight Labs para la reforma educativa y contribuyó a su esfuerzo de reforma La escuela no es escuela.
CAA estableció CAA Marketing en 1998 para trabajar con marcas y clientes con fines de promoción. CAA Marketing desarrolló el video Back to the Start de Chipotle y creó una campaña de marketing para Coca-Cola Company.
En 2003, abrió una oficina en la ciudad de Nueva York para administrar los clientes del teatro. CAA comenzó a expandirse a los deportes en 2006. De 2005 a 2015, CAA desarrolló una mayor disciplina fiscal, con mayor énfasis en las ganancias, posiblemente como resultado de la influencia de las firmas de capital privado. Durante estos años, CAA duplicó su tamaño, de 750 a 1500 empleados. En 2010, los nuevos desarrollos tecnológicos, como la distribución digital de películas, presionaron a la industria. Hubo presión para diversificarse en televisión, publicaciones, conciertos y encontrar otras formas de crecer. En ese año, la firma de capital privado TPG Capital invirtió 165 millones de dólares con 200 millones de dólares adicionales en financiamiento de deuda.

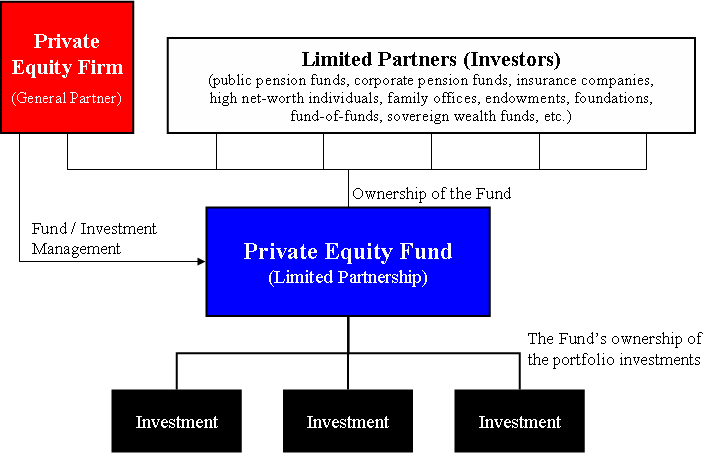
Diagrama de la estructura de un fondo de capital privado para capital privado, fondo de capital privado, empresa de capital privado

Para expandirse, CAA tomó prestado capital de la firma de capital privado TPG Capital. TPG posee el 35% de CAA, según una estimación en 2014.
CAA inició una expansión en los deportes en 2006, bajo el liderazgo del director ejecutivo Richard Lovett. Un informe en USA Today sugirió que el desarrollo de CAA de su clientela relacionada con los deportes fue significativo en 2007. Un informe de la revista Nexus en 2015 sugirió que CAA estaba bien posicionada para desarrollar el mercado de E-Sports. CAA organiza ofertas para las estrellas del deporte, como escribir a sus clientes sobre aplicaciones de fitness.
Los agentes de CAA se apresuraron a lidiar con una huelga del Screen Actors Guild en 2008. En 2010, TPG Capital obtuvo una participación del 35% en la agencia y prometió $ 500 millones para inversiones. La transacción permitió adquisiciones en áreas como deportes y operaciones en el extranjero. Posteriormente vendió una participación de control a TPG Capital en octubre de 2014. En 2015, se informó que TPG Capital poseía el 53% de CAA. CAA es copropietaria de un banco de inversión. CAA se ha diversificado en diferentes negocios, como comercializadores deportivos y ligas y comercio digital. En 2014, CAA ha experimentado una transformación de depender únicamente de la contratación de talentos a acuerdos multimedia de ingeniería en todo el mundo. Con este fin, CAA estableció CAA Ventures, un fondo de capital de riesgo que ha respaldado productos como la aplicación Whisper.
En 2017, Rose McGowan acusó al entonces agente Michael Kives de acoso sexual después de que él le tocara el brazo sin su permiso en un evento en Los Ángeles, y el esposo de Mcgowan golpeó a Kives en la cara después del incidente.
La WGA, que en 2019 sostuvo una disputa entre las cuatro agencias de talentos de Hollywood (Agencia William Morris, Agencia de Artistas Creativos, Agencia de Talentos Unidos e ICM Partners), el 30 de septiembre de 2020 pidió a CAA que vendiera una participación mayoritaria en su compañía de contenido wiip por llegando a un acuerdo, con CAA aceptando su desinversión el 16 de diciembre de 2020 y vendiendo la mayor parte al estudio de Corea del Sur JTBC.
En septiembre de 2021, se anunció que CAA compraría ICM Partners. Sin embargo, el precio de venta aún no se ha revelado y se espera que la venta se complete a fines de 2021.

## Agentes

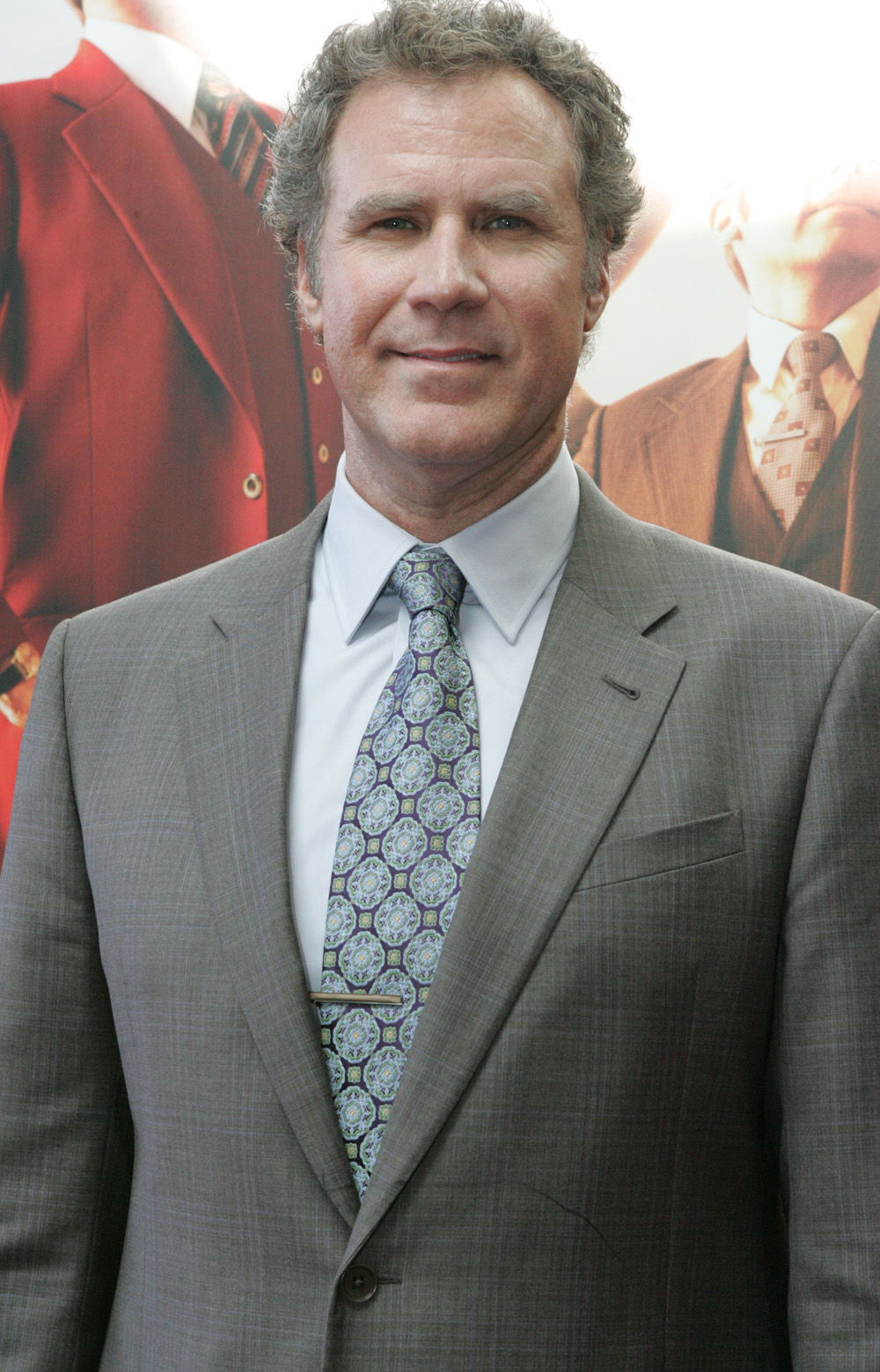
La partida de la estrella de la comedia Will Ferrell dio lugar a importantes batallas legales.

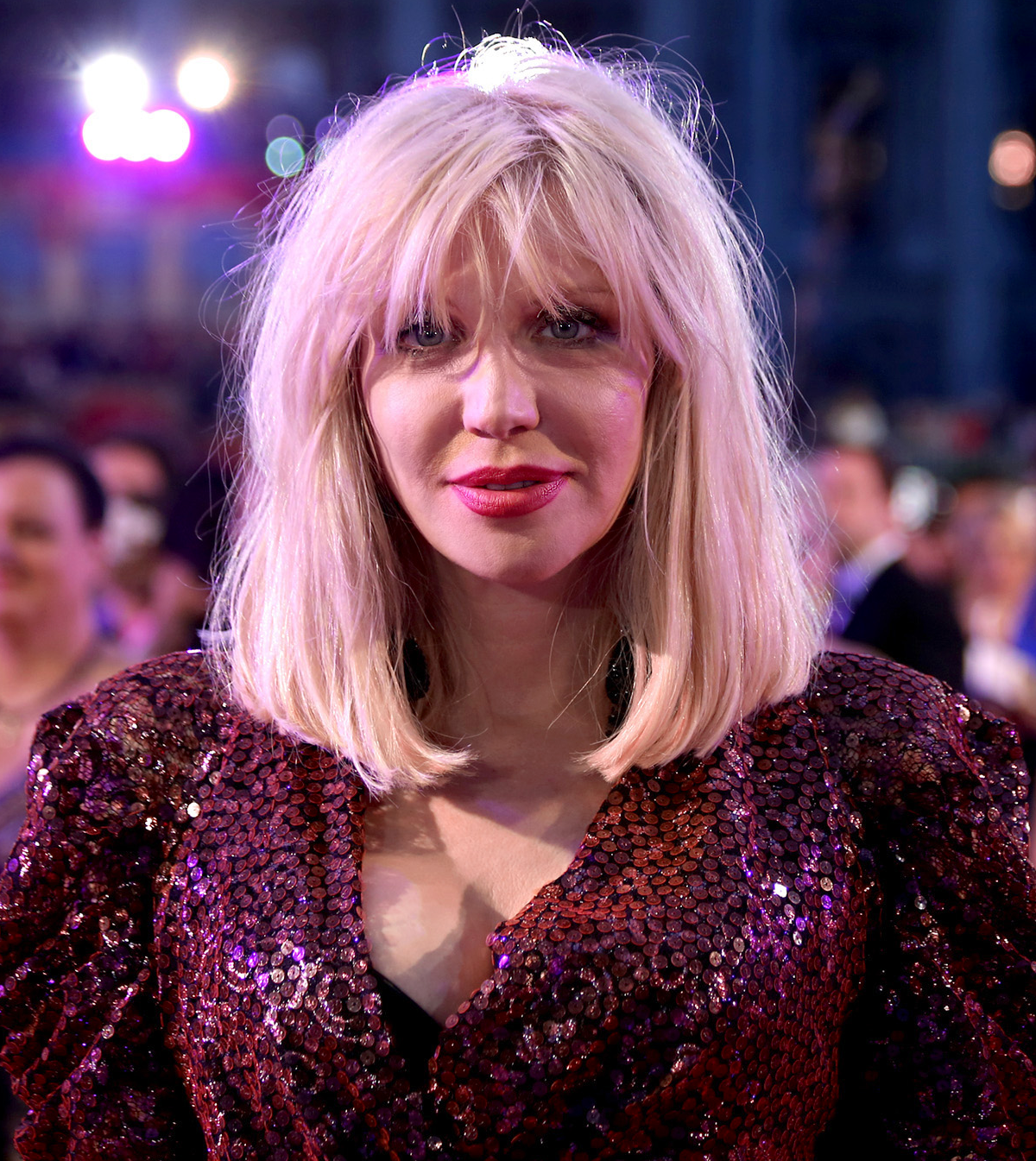
Courtney Love sostiene que la CAA la incluyó en la lista negra desde 2005 por hacer un comentario sobre el ahora deshonrado productor Harvey Weinstein.

CAA ha empleado a los mejores agentes deportivos como Tom Condon.
Se considera que el presidente de la CAA, Richard Lovett, evita la atención de los medios y mantiene un perfil bajo. Lovett asumió el puesto de trabajo en CAA en 1995, y fue descrito como un "agente hábil" con una "sonrisa siempre lista", adepto a charlar y codearse con colegas y jefes de estudio. Lovett fue descrito en The Wall Street Journal como "elegantemente agresivo".
Las principales agencias frecuentemente atacan al personal de las demás, y cuando las personas clave desertan y se convierten en rivales, aparece en los titulares de las noticias y, a menudo, conduce a batallas legales por reclamos por incumplimiento de contrato. Cuando los agentes desertan, la rivalidad puede degenerar rápidamente en feroces batallas que se desarrollan en los tribunales y en los medios de comunicación. Cuando los clientes clave de CAA Will Ferrell y Chris Pratt desertaron para competir con United Talent Agency (UTA) en 2015, y luego fueron seguidos por diez agentes, estalló en una batalla legal frontal entre las agencias en conflicto. En la demanda, CAA acusó a UTA de realizar una "redada de medianoche sin ley" como parte de una "conspiración ilegal y poco ética" con agentes que retrasan deliberadamente las reuniones con los clientes para desviar negocios a UTA. En una amarga demanda y contrademanda entre CAA y UTA en 2015, que comenzó después de que una gran cantidad de agentes de CAA se fueran a UTA, hubo acusaciones de fraude, falsedades maliciosas, mentiras y una serie de cargos que incluyen un "incumplimiento del deber de lealtad". así como "conspiración para violar el deber fiduciario".
La rivalidad no se limita a los agentes de base, sino que puede tomar la forma de comentarios públicos por parte de los directores ejecutivos de las empresas. Los rencores pueden durar años; por ejemplo, el productor de películas Jay Weston demandó a CAA en 1979 por los derechos de una película, y años más tarde, se reveló que Weston fue "totalmente condenado al ostracismo" por la agencia. En efecto, la CAA haría las tareas legales mínimamente requeridas de pasar las ofertas requeridas pero, por lo demás, no se involucraría. Algunos agentes han tenido la reputación en la mente del público de vivir en un mundo de "autos veloces, bares en las azoteas y corredores de poder malhablados que lanzan teléfonos", según un relato del Los Angeles Times. El agente de CAA Jay Moloney llevó una vida colorida pero autodestructiva. Moloney hizo una pasantía en CAA mientras estudiaba en la USC, se convirtió en la mano derecha de Michael Ovitz, trabajó con clientes como Leonardo DiCaprio y ganó millones, salió con actrices como Jennifer Gray y Gina Gershon, y "luchó contra demonios personales" y se convirtió en "esclavo de la cocaína"; Moloney se suicidó a los 35 años. En 2004, la producción de HBO titulada Entourage se realizó sobre un agente ficticio de Hollywood llamado Ari Gold. Según un informe, el personaje ficticio de Ari Gold puede haberse basado en un híbrido entre un agente de la Creative Artists Agency "equilibrado" llamado Jeff Jacobs y un agente "abrasivo" de la yugular "William Morris Endeavor llamado Ari Emanuel. El informe sugirió que imágenes como estas pueden contribuir a la percepción pública de los agentes como matones malhablados y agresivos. Quizás debido a su dominio en la industria, los agentes de la CAA tienen la reputación de ser "intermediarios poderosos de Hollywood", según un informe de The Wall Street Journal. La agencia ha sido acusada de incluir en la lista negra a personas que hicieron o dijeron cosas que la agencia no quería que se publicitaran; por ejemplo, Courtney Love dijo que fue "prohibida eternamente" a partir de 2005 por CAA después de hacer un comentario negativo sobre el productor de Miramax Harvey Weinstein. Uma Thurman dejó CAA el 22 de noviembre de 2017, el día antes de hacer una publicación en Instagram abordando las acusaciones contra Harvey Weinstein.

## Información de industria
Con muchos clientes, los agentes cobran una tarifa porcentual basada en el dinero que ganan sus clientes; una estimación fue que CAA cobra el 10% de lo que se les paga a sus clientes de películas y televisión.
Los jefes de CAA, incluidos Michael Ovitz, Ron Meyer y Bill Haber, crearon la agencia empaquetando actores y directores con clientes literarios, pero el alcance de los acuerdos se ha ampliado en las últimas décadas. Por ejemplo, CAA elaboró un acuerdo entre el fabricante de juguetes Hasbro y DreamWorks y Paramount Pictures, junto con numerosos escritores y directores de CAA, para hacer la franquicia de películas Transformers. A veces, la negociación implica la creación de nuevas empresas de tecnología. CAA incluso gestiona acuerdos con las propiedades de clientes fallecidos hace mucho tiempo, como el músico de reggae Bob Marley, que murió en 1981. CAA ayudó a un expolítico a crear un instituto profesional en línea. CAA vendió los derechos de patrocinio de un estadio de béisbol en San Francisco.
Si bien las agencias de talentos pueden crecer mediante adquisiciones, CAA generalmente ha crecido orgánicamente al atraer nuevos clientes.{ La empresa dividió a sus agentes en dos campos: agentes tradicionales que gestionan las trayectorias profesionales de 1.000 estrellas y especialistas en banca de inversión, consultoría, publicidad y medios digitales. La agencia puede utilizar a sus clientes más glamorosos del cine y la televisión para elaborar acuerdos con flujos de ingresos más estables; por ejemplo, utilizando clientes como Julia Roberts, pueden armar programas de marketing para clientes menos glamorosos, como Nationwide Insurance.
Cuando los agentes de Hollywood cambian de empresa y se llevan estrellas y talentos con ellos, puede tener importantes repercusiones financieras para la agencia que se marcha, y puede generar mucha confusión a medida que los abogados revisan la letra pequeña de numerosos contratos.
Para promocionarse, las agencias de talentos suelen ofrecer fiestas exclusivas después de ceremonias de premios como los Globos de Oro. En 2013, CAA organizó una fiesta en el Festival de Cine de Sundance que causó vergüenza y una reacción violenta en las relaciones públicas, donde "los invitados se mezclaron con mujeres vestidas con lencería que pretendían inhalar cocaína de apoyo, bailarinas eróticas con juguetes sexuales y un parecido a Alicia en el país de las maravillas. realizar un acto sexual simulado con un hombre disfrazado de conejo".

## Edificios
A finales de la década de 1980, CAA encargó al arquitecto I. M. Pei que diseñara un nuevo edificio de oficinas centrales en la esquina de Santa Mónica y Wilshire Boulevards en Beverly Hills. El edificio de 75,000 pies cuadrados (7,000 m²) consta de dos alas curvas ubicadas alrededor de un atrio central con un tragaluz que se eleva a una torre de vidrio cónica. El atrio de 57 pies (17 m) de alto fue diseñado como un salón de recepción formal lleno de arte con una sala de proyección de 100 asientos y una cocina gourmet y muestra un mural de 27 pies (8,2 m) por 18 pies (5,5 m) de Roy Lichtenstein. El diseño utilizó los principios del feng shui. En 2007, CAA se trasladó a un nuevo edificio en Century City, un distrito de Los Ángeles. Los profesionales del entretenimiento a veces se refieren a la nueva sede como "La Estrella de la Muerte". CAA tiene oficinas en Los Ángeles, Nueva York, Nashville, Londres, Beijing, Atlanta, Miami, Chicago, Memphis, Estocolmo, Múnich y Suiza.

## Competición
CAA se formó en 1975 a partir de deserciones de la Agencia William Morris, y sigue habiendo unas cuatro o cinco agencias de talentos importantes.
En 2009, William Morris Agency y Endeavour se fusionaron para formar William Morris Endeavor (WME). A partir de 2015, CAA y WME son las agencias más grandes del negocio. En 2014, WME compró IMG Worldwide, una agencia de moda y deportes, por $ 2.4 mil millones. En 2014, WME tenía 4500 empleados, mientras que CAA tenía 1500 empleados. WME tenía una mayor proporción de clientes relacionados con el deporte. La rivalidad puede volverse cascarrabias: en un caso, la agencia William Morris Endeavour colocó docenas de anuncios en toda la ciudad utilizando la firma en color rojo y blanco de Creative Artists Agency con el título CAAN'T, un "guiño lúdico al acrónimo CAA". Las agencias compiten "robando regularmente agentes y clientes entre sí". En 2021 Zac Efron dejó CAA por WME.

## En cultura popular
En el cuento de Jay McInerney "The Business" de How It Ended, el personaje principal es un guionista representado por CAA.[cita requerida] El edificio de CAA aparece en el videojuego Midnight Club: Los Ángeles.[cita requerida]

## Controversias
En diciembre de 2017, hubo informes de que la agencia participó activamente en encubrimientos relacionados con el abuso y el acoso por parte del ejecutivo de Miramax, Harvey Weinstein, en desgracia. Variety, citando un informe en The New York Times, informó que al menos ocho agentes sabían sobre el acoso en curso, pero continuaron haciendo negocios con Weinstein, e incluso enviaron actrices a reunirse con él en situaciones en las que podrían haber sido vulnerables a sus depredaciones. La actriz Uma Thurman acusó a la agencia de estar relacionada con el comportamiento depredador de Weinstein. En 2005, Courtney Love aconsejó a las jóvenes actrices en una entrevista: "Si Harvey Weinstein te invita a una fiesta privada en el Four Seasons, no vayas". Love dijo más tarde que la CAA la "prohibió" por hablar sobre Weinstein.

## Lectura adicional
- A History of CAA and Coke, por Hein, Kenneth, Benezra, Karen, Brandweek, 10644318, 16 de enero de 2006, vol. 47, número 3.
- Miller, James Andrew (2016). Powerhouse: The Untold Story of Hollywood's Creative Artists Agency. New York City: Custom House. ISBN 9780062441379. OCLC 969998355.